# We Are Standard
We Are Standard este o trupă spaniolă de muzică punk-funk și dance-rock din Getxo, Vizcaya, Țara Bascilor. Membrii formației sunt:
- Deu Txakartegi
- Jon Aguirrezabalaga
- Javi Leta
- D.W. Farringdon
- Juan Escribano
- Jaime Nieto

## Discografie
- 3.000 V 40.000 W (2006)
- We Are Standard (2008)
- Great State (2011)